# Soner Aydoğdu
Soner Aydoğdu (* 5. Januar 1991 in Ankara) ist ein türkischer Fußballspieler.

## Karriere

### Verein
Soner Aydoğdu begann mit dem Fußballspielen in der Jugend von Gençlerbirliği Ankara. Nachdem er hier für die türkischen Juniorennationalmannschaften nominiert wurde, bekam er im Juni 2007 von seinem Verein einen Profi-Vertrag. Nachdem er eine Saison für die zweite Mannschaft aufgelaufen war, wurde er zur Saison 2008/09 sukzessive in die Profi-Mannschaft eingebaut. So machte er in seiner ersten Saison für das Profi-Team insgesamt 13 Ligaspiele. Die Saison 2009/10 verbrachte er als Leihgabe beim Zweitligisten Hacettepe SK. Zur Saison 2010/11 kehrte er zu Gençlerbirliği zurück und absolvierte zehn Ligaspiele, in denen ihm zwei Treffer gelangen. In der Saison 2011/12 gelang ihm unter dem neuen Fuat Çapa der Durchbruch. Er konnte sich als Stammspieler etablieren und wurde mit seinen konstant guten Leistungen zu einem Shooting-Star der Liga. So schaffte er auch den Sprung in die Türkische Nationalmannschaft. Aydoğdu zählte zu den gefragtesten Spielern der Transfersaison 2012/13. Nachdem der als sicher erachtete Wechsel zu Fenerbahçe Istanbul scheiterte wurde er mit Galatasaray Istanbul in Verbindung gebracht. Als letztes gesellte sich Trabzonspor zu den Interessenten und einigte sich relativ schnell und entschlossen mit Gençlerbirliği und Aydoğdu. Am 21. Juni 2012 unterschrieb man mit Aydoğdu einen Fünf Jahresbetrag. Aydoğdu sollte zusammen mit seinem Teamkollegen Aykut Akgün im Zuge eines Spielertausches mit İshak Doğan an Kardemir Karabükspor abgegeben werden. Er selbst lehnte diesen Wechsel ab und blieb weiterhin bei Trabzonspor. Im Frühjahr 2016 wurde Aydoğdu zusammen mit seinem Teamkollegen Alper Uludağ an Akhisar Belediyespor als Gegenleistung für die Verpflichtung Güray Vural abgegeben. In der Saison 2017/18 wurde Aydoğdu mit Akhisar türkischer Pokalsieger. Nach zwei Jahren für Akhisar wechselte Aydoğdu zu Istanbul Başakşehir FK und wurde von diesem für die Saison 2019/20 an Ligarivalen Göztepe Izmir ausgeliehen. Nachdem die Leihe mehrfach verlängert worden war, kehrte er im April 2022, als Izmir bereits als Absteiger der Süper Lig 2021/22 feststand, zu Başakşehir zurück. Im folgenden Sommer nahm ihn dann Ligarivale Antalyaspor unter Vertrag, doch nach nur sechs Monaten wechselte Aydogdu im Januar 2023 weiter zum Zweitligisten Samsunspor.

### Nationalmannschaft
Aydoğdu fing früh an, für die türkischen Juniorennationalmannschaften aufzulaufen. Er durchlief über die Jahre sämtliche Nachwuchsnationalmannschaften. 2008 gelang ihm mit der türkischen U-17 der Halbfinaleinzug bei der U-17-Fußball-Europameisterschaft 2008. Hier scheiterte man nach einem Elfmeterschießen gegen die französische U-17. Im Februar 2012 wurde er zum ersten Mal in den Kader für die türkische Nationalmannschaft berufen und machte sein Länderspieldebüt am 29. Februar 2012 bei einem Freundschaftsspiel gegen die slowakische Nationalmannschaft (1:2). Sein zweiter und letzter Einsatz folgte dann ein halbes Jahr später in einem Testspiel gegen Dänemark (1:1)

## Erfolge
- Türkischer Pokalsieger: 2018